# Hyphessobrycon amapaensis
Hyphessobrycon amapaensis  è un pesce d'acqua dolce appartenente alla famiglia Characidae.

## Distribuzione e habitat
Proviene dal Sud America, in particolare dal Brasile.

## Descrizione
Presenta un corpo di dimensioni assai ridotte, intorno ai 3 cm. Il corpo è prevalentemente grigio, eccetto per l'occhio, in parte rosso e giallo, e per una linea sottile orizzontale che attraversa il corpo, rossa, gialla pallida e nera. La pinna caudale è biforcuta, e le pinne sono trasparenti, a volte sfumate di altri colori. Gli esemplari femminili sono riconoscibili solo durante il periodo riproduttivo, durante il quale il loro ventre è rigonfio di uova.

## Biologia

### Comportamento
È un pesce pacifico che nuota in piccoli banchi.

### Alimentazione
Si nutre sia di piccoli invertebrati acquatici che di alghe.

### Riproduzione
È oviparo e la fecondazione è esterna. Non ci sono cure nei confronti delle uova, che vengono abbandonate poco dopo la deposizione.